# Marius Novanc
Marius Ioan Novanc (n. 8 noiembrie 1980, în Arad) este un handbalist român care joacă pentru echipa națională a României pe postul de pivot. Până în vara anului 2014, el a fost component al HCM Constanța.

## Carieră
Marius Novanc a început să joace handbal la Clubul Sportiv Școlar Arad, iar apoi a evoluat în Ungaria, un sezon la Ceglédi KKSE și două sezoane la Békési FKC. În 2004, el a semnat un contract pentru două sezoane cu Politehnica Izometal Timișoara, însă după un an s-a transferat la Steaua MFA București. Alături de clubul bucureștean, Novanc a câștigat un titlu național în 2008, de trei ori Cupa României, iar pe plan extern Cupa Challenge EHF, în 2006. În 2010, Novanc a jucat o scurtă perioadă de timp la Energia Pandurii Lignitul Târgu Jiu, iar în ianuarie 2011 s-a transferat la HCM Constanța. În cele două sezoane jucate pentru clubul constănțean, Novanc a câștigat două titluri naționale și două cupe ale României.
În 2012, Novanc a evoluat pentru un sezon la Știința Dedeman Bacău, iar în 2013 s-a întors la HCM Constanța. El a declarat că vrea să joace la HCM până la retragerea din cariera sportivă.
Novanc a debutat la echipa națională de seniori a României în 1999 și este căpitanul acesteia. Până pe 15 ianuarie 2012, el a jucat pentru România în 116 de meciuri, în care a înscris 251 de goluri.

## Palmares
- Liga Națională:
  - Câștigător: 2008, 2011, 2012
- Cupa României:
  -  Câștigător: 2007, 2008, 2009, 2011, 2012, 2014
- Cupa Cupelor EHF:
  - Semifinalist: 2010
- Cupa Challenge EHF:
  -  Câștigător: 2006